# Gornja Previja
Gornja Previja är ett samhälle i Bosnien och Hercegovina.   Det ligger i entiteten Republika Srpska, i den västra delen av landet, 140 km nordväst om huvudstaden Sarajevo. Gornja Previja ligger 526 meter över havet och antalet invånare är 116.
Terrängen runt Gornja Previja är kuperad åt nordost, men åt sydväst är den bergig. Närmaste större samhälle är Mrkonjić Grad, 18,9 km öster om Gornja Previja. 
Omgivningarna runt Gornja Previja är en mosaik av jordbruksmark och naturlig växtlighet. Runt Gornja Previja är det ganska tätbefolkat, med 67 invånare per kvadratkilometer.